# Florian Munteanu

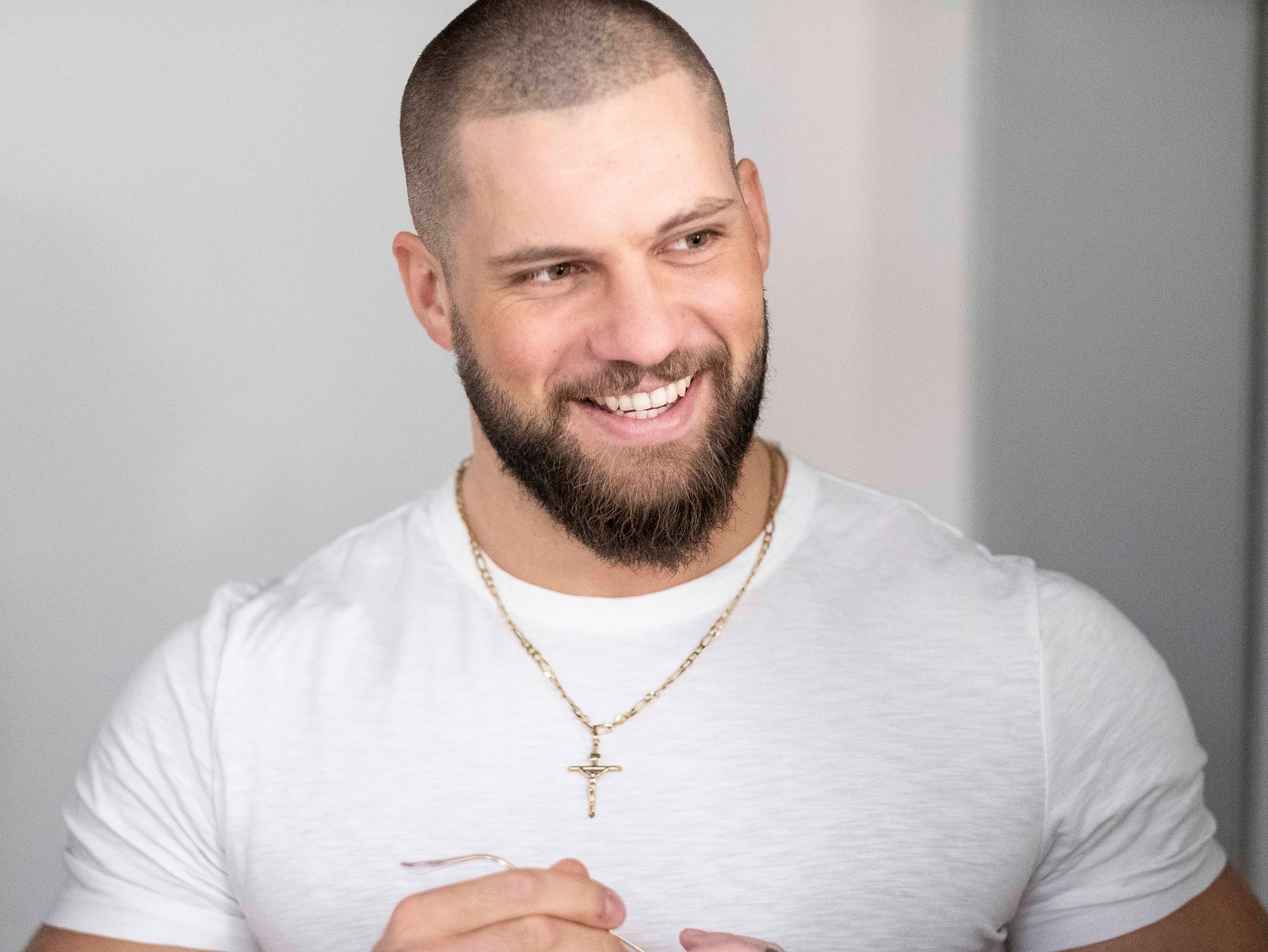
Florian „Big Nasty“ Munteanu (2020)

Florian Munteanu (* 13. Oktober 1990 in Würzburg), auch bekannt unter seinem Spitznamen „Big Nasty“, ist ein deutsch-rumänischer Schauspieler. Sein Hollywood-Debüt gab er an der Seite von Michael B. Jordan und Sylvester Stallone in Creed II – Rocky’s Legacy als russischer Boxer Viktor Drago.

## Leben
Florian Munteanu wuchs in Bogen auf. Durch das Vorbild seines Vaters begann seine Leidenschaft für Kampfsport und Krafttraining. In München studierte er im dortigen Studienzentrum der Hochschule Mittweida den Studiengang „Angewandte Medien“, den er 2014 als Bachelor of Arts abschloss.
Beim Casting für Creed II – Rocky’s Legacy überzeugte er Sylvester Stallone persönlich durch seine körperliche Erscheinung und seine jahrelange Erfahrung im Boxring, weswegen er die Rolle des russischen Boxers Viktor Drago erhielt. Außerdem übernahm er in dem Actionfilm The Contractor mit Chris Pine eine Rolle. Im Marvel-Cinematic-Universe-Film Shang-Chi and the Legend of the Ten Rings spielte er den Superschurken Razor Fist. Der Film feierte am 2. September 2021 Premiere.

## Filmografie
Filme
- 2016: Bogat (Kurzfilm)
- 2018: Creed II – Rocky’s Legacy (Creed II)
- 2021: Shang-Chi and the Legend of the Ten Rings
- 2022: The Contractor
- 2023: Creed III – Rocky’s Legacy (Creed III)
- 2024: Borderlands

Serien
- 2021: The Roles That Changed My Life
- 2024: Vikings: Valhalla (8 Folgen)